# فرودگاه سوخومی درندا
فرودگاه سوخومی درندا (به انگلیسی: Sukhumi Dranda Airport) (به زبان بومی: Sukhum Babushara Airport) یک فرودگاه همگانی و نظامی با کد یاتا SUI است که یک باند فرود بتن دارد و طول باند آن ۳۶۶۱ متر است. این فرودگاه در شهر سوخومی کشور گرجستان قرار دارد و در ارتفاع ۱۶ متری از سطح دریا واقع شده است.